# Hyposoter albipes
Hyposoter albipes är en stekelart som först beskrevs av Hedwig 1957.  Hyposoter albipes ingår i släktet Hyposoter och familjen brokparasitsteklar. Inga underarter finns listade i Catalogue of Life.